# Spilobotys arctiodes
Spilobotys arctiodes är en fjärilsart som beskrevs av Adalbert Seitz 1914. Spilobotys arctiodes ingår i släktet Spilobotys och familjen nattflyn. Inga underarter finns listade i Catalogue of Life.